# Жетале
Жетале (словен. Žetale) је насеље и управно средиште истоимене општине Жетале, која припада Подравској регији у Републици Словенији.
По попису становништва из 2011. године, насеље Жетале имало је 392 становника.